# Фишер, Келли
Ке́лли Фи́шер (англ. Kelly Fisher, род. 25 августа 1978 года) — известная английская снукеристка и пулистка. С 2004 года проживает в Шарлотте (Северная Каролина, США).

## Биография и карьера
Родилась в Уэст-Йоркшире (Англия). Сначала Келли начала играть в пул, однако в 13 лет сменила внимание на снукер. В 1997 году Фишер впервые вышла в финал женского чемпионата мира, но проиграла Карен Корр со счётом 3:6. Затем, с 1998 по 2003 года она 5 раз побеждала на этом турнире, а в 2003-м стала чемпионкой мира уже по версии IBSF. Некоторое время Фишер выступала в челлендж-туре, а также значилась 1-й в мировом женском снукерном рейтинге. В феврале 2004 года Келли Фишер улетела в США, закончив свою снукерную карьеру, но уже вскоре начала профессиональную карьеру в пуле. С тех пор она выиграла множество соревнований по этой игре.
Келли Фишер 16 раз представляла Англию на различных международных турнирах. Кроме 5 титулов чемпионки мира по снукеру она ещё 7 раз побеждала на чемпионате Европы. Также Фишер принадлежит рекорд по величине сенчури-брейка среди женщин — она сделала серию в 143 очка на профессиональных женских турнирах.

## Достижения

### Снукер

#### Профессиональные (WLBSA) турниры
- Чемпионат мира по снукеру среди женщин — 1998, 1999, 2000, 2002, 2003
- Чемпионат Великобритании среди женщин — 1999, 2000, 2001, 2002
- Connie Gough Memorial — 1994, 1999
- James Brooks Classic — 1994, 1997
- Academy Fork Lift — 1995
- Halstead Ladies Classic — 1995
- M-Tech Ladies Classic — 1995
- Bailey Homes — 1996
- Regal Scottish Open (женщины) — 1996, 1998, 1999, 2002
- Regal Welsh Open (женщины) — 1996, 2002, 2003
- Applecentre Classic — 1996
- Grand Prix (женщины) — 1998
- British Open (женщины) — 1999, 2000, 2001, 2002
- National Championship — 1999
- Connie Gough National — 2000, 2001, 2002, 2003
- Consultex Belgium Open — 2000
- Regal Masters (женщины) — 2000
- European Ranking Event — 2001, 2002
- LG Cup (женщины) — 2001, 2002
- Чемпионат Шотландии среди женщин — 2002

#### Любительские турниры
- EBSA чемпионат Европы по снукеру среди женщин — 1996, 1997, 1999, 2000, 2001, 2002, 2003
- IBSF чемпионат мира по снукеру среди женщин — 2003
- Home Internationals — 2002, 2003 (со сборной Англии)

### Английский бильярд
- Чемпионат мира среди женщин по бильярду — 2001, 2003

### Пул
- WPBA San Diego Classic — 2005, 2006, 2007
- Чемпионат США по пулу-9 — 2007
- WPBA Pacific Coast Classic — 2008